# Kyllinga ngothe
Kyllinga ngothe är en halvgräsart som beskrevs av Mtot. Kyllinga ngothe ingår i släktet Kyllinga och familjen halvgräs. Inga underarter finns listade i Catalogue of Life.